# 上托克馬克
47°12′3″N 36°22′21″E / 47.20083°N 36.37250°E
上托克馬克（羅馬化：Verkhnii Tokmak）是位於烏克蘭東南部的村莊，由扎波羅熱州別爾江斯克區的切爾尼希夫卡市鎮負責管轄。該村始建於1790年，面積0.01平方公里，海拔高度183米，2001年人口1,097，人口密度每平方公里220人。